# Jeany Spark
Jeany Spark (née Jeannette Spark, le 7 novembre 1982) est une actrice britannique, surtout connue pour l'interprétation de Linda Wallander dans la série télévisée britannique Wallander et pour son interprétation de Captain Sandrine, une membre de l'armée britannique en déroute dans Collateral.

## Biographie
Surnommée Jeany, elle a étudié la littérature anglaise à Lady Margaret Hall, Oxford, où elle obtient un diplôme en 2004.
Elle rentre ensuite à la Royal Academy of Dramatic Art (RADA), pour devenir comédienne, et elle obtient également un diplôme en 2007.
En 2011, Spark incarne Joan Malin dans la série télévisée dramatique Hattie.
En 2018, elle interprète de manière magistrale une militaire, la "Capitaine Sandrine Shaw", dans la minisérie de la BBC Collateral.